# Patissa chlorosema
Patissa chlorosema là một loài bướm đêm trong họ Crambidae.